# Kościół Wniebowzięcia Najświętszej Maryi Panny w Wielogłowach
Kościół Wniebowzięcia Najświętszej Maryi Panny w Wielogłowach pochodzi z 1318, jest jednym z najstarszych na ziemi sądeckiej. Najstarszą część stanowi XIII w. jednonawowa budowla z wydłużonym prezbiterium. Obecny wygląd uzyskał po rozbudowie w 1627, kiedy to została dobudowana zakrystia, kaplica zwana kurowską i prawdopodobnie wieża świątyni. W latach 1557–1575 kościół, za sprawą właściciela wsi Sebastiana Wielogłowskiego, był miejscem kultu zboru braci polskich. 
Do 1995 roku świątynia pełniła funkcję kościoła parafialnego.
Kościół jest gotycki z barokowymi przekształceniami; murowany z kamienia, otynkowany. Składa się z nawy i węższego, prostokątnego prezbiterium. Przy nawie od północy znajduje się dostawiona kaplica, od południa niewielka kruchta, a od zachodu przylega kwadratowa, niska wieża. Na zewnątrz kościół opięty jest przyporami. Na wschodniej ścianie prezbiterium wisi krucyfiks barokowy z XVIII w. Nawa nakryta jest dachem dwuspadowym z sygnaturką o barokowej formie, baniastą z latarnią. Dach nad prezbiterium i kaplicą jest niższy, trójspadowy, a nad zakrystią – pulpitowy.
W kościele znajdują się trzy portale gotyckie: dwa skromne ostrołukowe oraz jeden prowadzący do kaplicy, schodkowy w tzw. „typie długoszowskim”, z bogatym laskowaniem, przeniesiony jakoby z kościoła św. Małgorzaty w Nowym Sączu w 1627. Czwarty portal jest renesansowy z 1627, zamknięty półkoliście.
W kolistym oknie prezbiterium znajduje się kamienny maswerk z XIV w. Prezbiterium wewnątrz nakryte jest nisko zawieszoną, zaostrzoną kolebką z małymi lunetami. W nawie i pod wieżą stropy są płaskie. Kaplica ma sklepienie krzyżowe, a zakrystia – kolebkowe z lunetami. Ostrołukowa tęcza ma znaczną grubość, zawieszony jest na niej krucyfiks barokowy z XVIII w.
Na wschodniej ścianie prezbiterium zachowały się fragmenty renesansowych malowideł z inskrypcjami i kartuszami herbowymi, pochodzące z czasów ariańskich po 1557 r. Zostały odsłonięte i konserwowane w latach 1955–60 przez Annę i Zofię Pawłowskie. Na stropie nawy widnieje malowidło figuralne z 1907. W kaplicy „kurowskiej” znajduje się polichromia figuralna wykonana w 1958 przez Józefa Dutkiewicza.
Główny, klasycystyczny ołtarz datuje się na początek XIX wieku. W ołtarzu widnieje obraz Wniebowzięcia NMP z 1855, zaś głównym jego tematem jest rzeźbiona Grupa Ukrzyżowania, barokowo-klasycystyczna z początku XIX w., pochodząca ze zniesionego ołtarza bocznego. Ponadto w polu środkowym znajduje się kopia Murilla, a na bramkach po bokach – posągi świętych Piotra i Pawła.
Późnorenesansowe ołtarze boczne, w formie tryptyków w ramach architektonicznych, pochodzą z 1648. W prawym ołtarzu w polu środkowym umieszczony jest obraz św. Anny Samotrzeć, na awersach skrzydeł śś. Wawrzyniec, Sebastian, Franciszek, Dominik; na rewersach Chrystus Ecce Homo i Matka Boska Bolesna oraz Arma Christi, w zwieńczeniu śś. Joachim i Anna, a w predelli Ofiarowanie NMP w świątyni; ponadto na szczycie posążek trąbiącego anioła.
W lewym ołtarzu w polu środkowym obraz Piety w typie czarnopotockiej, z herbami Starykoń i Szreniawa; na awersach skrzydeł śś. Szczepan, Kazimierz, bł. Kinga, Stanisław Kostka, na rewersach Arma Christi, w zwieńczeniu św. Mikołaj, zaś na predelli Chusta św. Weroniki, ponadto na szczycie ołtarza posążek św. Michała Archanioła.
W kaplicy znajduje się barokowy ołtarz z 2. połowy XVII w., a w nim obraz Matki Boskiej z Dzieciątkiem, barokowy z tegoż czasu. Stoi tam też kamienna chrzcielnica wczesnobarokowa z 1. połowy XVII w., z drewnianą pokrywą z XVIII w. Ponadto w kaplicy znajdują się płyty nagrobne:
- z herbami Starykoń, Abdank, Topór i Ogończyk oraz napisem minuskułowym, gotycka z XV w.;
- Jana Wielogłowskiego (zm. 1611), renesansowa, marmurowa, z herbami Starykoń, Ostoja, Szeliga i Gryf,

oraz epitafia:
- Adama Wielogłowskiego (zm. 1647), marmurowe w obramieniu architektonicznym i z herbem Starykoń, wczesnobarokowe,
- Andrzeja Kawieckiego (zm. 1678), marmurowe, z herbami Dołęga, Topacz i Korczak,
- Szczepana Wielogłowskiego (zm. 1736), marmurowe, inskrypcyjne.

W wieży kościoła znajdują się dwa dzwony odlane w 1953.